# نجاح علي
نجاح علي (مواليد 1984) هو ملاكم عراقي، مثّل بلاده في الألعاب الأولمبية الصيفية 2004.

## روابط خارجية
نجاح علي على موقع أوليمبيديا (الإنجليزية)